# Pere Farrés (músic)
Pere Farrés   (Badalona, 23 de maig de 1931) és un baríton català.
Va estudiar a Madrid amb Miguel Barrosa, i posteriorment va ser alumne del baríton Carlo Tigliabue a Itàlia. Va debutar com a baríton a Espanya, i poc després va ser contractat pel Teatro Colón de Buenos Aires, en el qual va interpretar a Scarpia en l’òpera Tosca l’any 1961. 
Ha estrenat diverses obres contemporànies com Zigor de Francisco Escudero (1968) i El pirata cautivo de Óscar Esplá (1975), ambdues al Teatro de la Zarzuela; Vinatea, de Matilde Salvador al Liceu, i La Pasión según San Lucas de Penderecki al Teatro Real. L’any 1970 va estrenar a Itàlia dues òperes de Franco Mannino: Luisella i La speranza.  
Pel que fa a la gènere de la sarsuela, va participar en dues estrenes de Manuel Moreno Buendía al Teatro de la Zarzuela: Los vagabundos (1977) i Fuenteovejuna (1981). Quan va retornar als escenaris després de deu anys de retirada, va tornar exclusivament a la sarsuela, i va debutar com a baix l’any 1990. 
Entre els pocs enregistraments, n’existeix un de la sarsuela de Sorozábal, La taberna del puerto, en la qual Farrés interpreta a Juan de Eguía. 
Dins del seu repertori es poden trobar obre com El trovador, La Fanciulla del West, Vísperas sicilianas, Andrea Chénier, Macbeth, Elektra, El retablo de Maese Pedro, Rigoletto, Lohengrin, La fuerza del destino, La Gioconda, El cónsul, Los cuentos de Hoffmann, Tosca i El Barbero de Sevilla, un repertori en el qual va aportar la seva veu de baríton amb una rotunda sonoritat i un timbre obscur, amb alguna dificultat en els aguts.